# Пазарджик (община)
Община Пазарджик се намира в Южна България и е една от съставните общини на област Пазарджик.

## География

### Географско положение, граници, големина
Общината е разположена в източната част на област Пазарджик. С площта си от 636,722 km2 заема 2-ро място сред 12-те общините на областта, което съставлява 14,21% от територията на областта. Границите ѝ са следните:
- на юг – община Брацигово и община Пещера;
- на югозапад – община Ракитово;
- на запад – община Септември;
- на северозапад – община Лесичово;
- на север – община Панагюрище и община Стрелча;
- на изток – община Съединение и община Родопи, област Пловдив;
- на югоизток – община Стамболийски, област Пловдив.

### Природни ресурси

#### Релеф
В по-голямата си част релефът на общината е равнинен, а в южната част хълмист, ниско и средно планински като територията ѝ попада в пределите на Горнотракийската низина и най-северните части на Западните Родопи.
Около 90% от територията на общината се заема от западните части на обширното и равно Пазарджишко-Пловдивското поле. Източно от село Говедаре, в коритото на река Марица се намира най-ниската точка на общината – 182 m н.в. В северната част на общината, югозападно от село Овчеполци, на около 300 m на околния терен се издигат ниските Овчи хълмове с максимална височина връх Гъзера (521 m).
Останалите 10% от територията на общината се заемат от крайните северни части на Западните Родопи. На юг от река Марица по границата с общините Брацигово и Пещера в пределите на общината попадат северните склонове на ниските Бесапарски ридове с техния най-висок Еленски връх (535 m), разположен на около 2 km южно от село Огняново. В най-южната част на общината се простират северните склонове на западнородопския рид Къркария. На границата с Община Ракитово, югозападно от село Паталеница се издига най-високата точка на рида и на общината – връх Калчиш (1475 m).

#### Води
Основна водна артерия на община Пазарджик е река Марица, която протича през нея от запад на изток на протежение от около 22 – 23 km. Тя навлиза в общината северозападно от село Звъничево, минава през областния град Пазарджик и покрай селата Мирянци, Синитово, Огняново, Хаджиево и Говедаре и източно от последното навлиза в Област Пловдив. В пределите на общината в река Марица отляво се вливат два от големите ѝ притоци – реките Тополница и Луда Яна. Река Тополница протича през общината с най-долното си течение, преминава покрай село Юнаците и западно от град Пазарджик се влива в Марица. Река Луда Яна навлиза в общината западно от село Цар Асен, минава покрай селата Росен, Черногорово, Крали Марко и Пищигово и западно от село Огняново се влива в Марица. Реките, вливащи се отдясно в река Марица в пределите на общината са малки и къси и водят началото си от рида Къркария, като по-големите от тях са Црънча и Дебръщица.

#### Климат
Община Пазарджик има благоприятен преходно-континентален климат, за който са характерни летните засушавания. Отрицателните температури се измерват през най-типичния зимен месец – януари. Поради защитата на Стара планина и влиянието на Средиземно море, средната януарска температура в град Пазарджик е положителна. Летните температури в града не са по-високи от тези на Дунавската равнина. Средната юлска температура е 23.3 °C. Дългото лято, често от април до октомври, е достатъчно топло. Това е удобно както за отглеждане на две култури от обработваемите земи, така и за по-добро развитие на някои едногодишни култури, които виреят по на юг – ориз, тютюн, памук и др. В ниската част на общината климатичните условия се проявяват по-силно върху режима на температурата и по-специално върху продължителността на мразовете и горещините. В Пазарджишко-Пловдивското поле през зимата поради температурната инверсия е по-студено и има по-продължителни мразове, отколкото по родопските склонове и разклонения. Ранната пролет позволява ранно засаждане на летните култури, а късната есен е твърде благоприятна за доброто узряване и прибирането на гроздето, тютюна, ориза, памука, и др., както и за доузряване на вторите реколти. В сравнение със Северна България през пролетта в Пазарджишко-Пловдивското поле по-рано престава да пада слана, а през есента по-късно.
Валежите в общината зависят от преноса на въздушните маси. Стара планина и Средна гора пречат на свободното проникване на влажните въздушни маси от север и северозапад, а Родопите на южните. По този начин Горнотракийската низина получава по-малко валежи, отколкото е средната валежна сума за България. Така Пазарджик се намира под валежна сянка от околните му планини, затова годишната сума на валежите му е едва 515 мм. В града най-много валежи падат през лятото – 142 мм (27,6%), а пролетта – 27%. Летните валежи дори и най-големи, често пъти са поройни и са недостатъчни за земеделските култури, особено за вторите култури. Характерни за Пазарджишко-Пловдивското поле са и честите засушавания, проявяващи се най-вече през втората половина на юли и първата половина на август.

#### Полезни изкопаеми
На територията на община Пазарджик има находища на нерудни полезни изкопаеми. Най-разпространените полезни изкопаеми са мраморите и доломитите. Те са намират по северния склон на Родопите – между селата Паталеница и Црънча, южно и източно от село Дебръщица. Най-голямо е разпространението на мраморите в Бесапарските ридове. В техния северен склон, край село Огняново се намира и добре разработено находище на варовик. Тук се добива и произвежда цялата гама от инертни материали на базата на трошен камък (каменно брашно, чакъл), негасена и хидратна вар и пепелина. В землището на село Величково се добиват скални облицовъчни материали. От тях недобре проучени и разработени са находищата от гранит, сиенит и габро. Големи са залежите от инертните материали – речен пясък и филц, които не са добре проучени и слабо се експлоатират.

## Население

### Етнически състав
Преброяване на населението през 2011 г.
Численост и дял на етническите групи според преброяването на населението през 2011 г., по населени места (подредени по численост на населението):
| Населено място      | Численост | Численост | Численост | Численост | Численост | Численост           | Численост     | Населено място      | Дял (в %) | Дял (в %) | Дял (в %) | Дял (в %) | Дял (в %)           | Дял (в %)     |
| Населено място      | Общо      | Българи   | Турци     | Цигани    | Други     | Не се самоопределят | Не отговорили | Населено място      | Българи   | Турци     | Цигани    | Други     | Не се самоопределят | Не отговорили |
| Общо                | 114 817   | 89 787    | 5686      | 10 132    | 423       | 847                 | 7942          | 100.00              | 78.20     | 4.95      | 8.82      | 0.37      | 0.74                | 6.92          |
| ------------------- | --------- | --------- | --------- | --------- | --------- | ------------------- | ------------- | ------------------- | --------- | --------- | --------- | --------- | ------------------- | ------------- |
| Пазарджик           | 71 979    | 57 332    | 4822      | 3423      | 325       | 495                 | 5582          | Пазарджик           | 79.65     | 6.69      | 4.75      | 0.45      | 0.68                | 7.75          |
| Мало Конаре         | 4353      | 2795      | 6         | 1019      | 5         | 11                  | 517           | Мало Конаре         | 64.20     | 0.13      | 23.40     | 0.11      | 0.25                | 11.87         |
| Ивайло              | 2841      | 2091      |           | 684       |           | 17                  | 41            | Ивайло              | 73.60     |           | 24.07     |           | 0.59                | 1.44          |
| Алеко Константиново | 2714      | 1542      | 733       | 343       | 5         | 45                  | 46            | Алеко Константиново | 56.81     | 27.00     | 12.63     | 0.18      | 1.65                | 1.69          |
| Огняново            | 2353      | 1927      |           | 223       |           | 174                 | 24            | Огняново            | 81.89     |           | 9.47      |           | 7.39                | 1.01          |
| Главиница           | 2282      | 1917      | 21        | 228       | 3         | 16                  | 97            | Главиница           | 84.00     | 0.92      | 9.99      | 0.13      | 0.70                | 4.25          |
| Черногорово         | 2203      | 1935      |           | 226       |           | 4                   | 35            | Черногорово         | 87.83     |           | 10.25     |           | 0.18                | 1.58          |
| Братаница           | 2093      | 1149      |           | 381       |           | 17                  | 537           | Братаница           | 54.89     |           | 18.20     |           | 0.81                | 25.65         |
| Синитово            | 1950      | 1609      |           | 235       |           | 11                  | 85            | Синитово            | 82.51     |           | 12.05     |           | 0.56                | 4.35          |
| Звъничево           | 1899      | 1401      | 23        | 251       | 12        | 8                   | 204           | Звъничево           | 73.77     | 1.21      | 13.21     | 0.63      | 0.42                | 10.74         |
| Мокрище             | 1851      | 1634      |           | 114       | 5         |                     | 94            | Мокрище             | 88.27     |           | 6.15      | 0.27      |                     | 5.07          |
| Говедаре            | 1634      | 811       | 10        | 622       |           |                     | 190           | Говедаре            | 49.63     | 0.61      | 38.06     |           |                     | 11.62         |
| Юнаците             | 1522      | 1011      | 16        | 422       |           |                     | 66            | Юнаците             | 66.42     | 1.05      | 27.72     |           |                     | 4.33          |
| Драгор              | 1422      | 761       | 18        | 617       | 3         | 5                   | 18            | Драгор              | 53.51     | 1.26      | 43.38     | 0.21      | 0.35                | 1.26          |
| Добровница          | 1380      | 1218      |           | 129       | 4         |                     | 27            | Добровница          | 88.26     |           | 9.34      | 0.28      |                     | 1.95          |
| Сарая               | 1356      | 1077      | 0         | 253       | 3         | 10                  | 13            | Сарая               | 79.42     | 0.00      | 18.65     | 0.22      | 0.73                | 0.95          |
| Паталеница          | 1228      | 1191      | 0         | 11        | 6         | 4                   | 16            | Паталеница          | 96.98     | 0.00      | 0.89      | 0.48      | 0.32                | 1.30          |
| Црънча              | 1107      | 1068      | 8         |           | 5         |                     | 24            | Црънча              | 96.47     | 0.72      |           | 0.45      |                     | 2.16          |
| Пищигово            | 1037      | 713       | 4         | 311       |           |                     | 5             | Пищигово            | 68.75     | 0.38      | 29.99     |           |                     | 0.48          |
| Хаджиево            | 1027      | 845       | 0         | 3         | 0         | 3                   | 176           | Хаджиево            | 82.27     | 0.00      | 0.29      | 0.00      | 0.29                | 17.13         |
| Величково           | 1020      | 907       | 0         | 96        |           |                     | 15            | Величково           | 88.92     | 0.00      | 9.41      |           |                     | 1.47          |
| Овчеполци           | 972       | 725       |           | 165       |           | 0                   | 79            | Овчеполци           | 74.58     |           | 16.97     |           | 0.00                | 8.12          |
| Дебръщица           | 910       | 889       |           | 0         |           | 3                   | 16            | Дебръщица           | 97.69     |           | 0.00      |           | 0.32                | 1.75          |
| Гелеменово          | 695       | 473       |           | 210       |           | 6                   | 1             | Гелеменово          | 68.05     |           | 30.21     |           | 0.86                | 0.14          |
| Мирянци             | 568       | 549       | 0         | 0         |           |                     | 17            | Мирянци             | 96.65     | 0.00      | 0.00      |           |                     | 2.99          |
| Априлци             | 526       | 368       | 0         | 155       | 0         | 3                   | 0             | Априлци             | 69.96     | 0.00      | 29.46     | 0.00      | 0.57                | 0.00          |
| Росен               | 516       | 502       |           | 7         | 5         |                     | 0             | Росен               | 97.28     |           | 1.35      | 0.96      |                     | 0.00          |
| Ляхово              | 391       | 382       | 0         |           | 5         |                     | 2             | Ляхово              | 97.69     | 0.00      |           | 1.27      |                     | 0.51          |
| Цар Асен            | 281       | 279       | 0         | 0         |           |                     | 0             | Цар Асен            | 99.28     | 0.00      | 0.00      |           |                     | 0.00          |
| Тополи дол          | 268       | 257       | 0         |           |           |                     | 6             | Тополи дол          | 95.89     | 0.00      |           |           |                     | 2.23          |
| Сбор                | 249       | 243       | 0         | 0         | 0         | 0                   | 6             | Сбор                | 97.59     | 0.00      | 0.00      | 0.00      | 0.00                | 2.40          |
| Крали Марко         | 190       | 186       | 0         | 0         |           |                     | 3             | Крали Марко         | 97.89     | 0.00      | 0.00      |           |                     | 1.57          |

### Населени места
Общината има 32 населени места с общо население 91 368 жители, което я прави 9-а по големина в страната към 7 септември 2021 г.
| Населено място      | Население (2021 г.) | Площ на землището km2 | Забележка (старо име)                    | Населено място | Население (2021 г.) | Площ на землището km2 | Забележка (старо име)           |
| ------------------- | ------------------- | --------------------- | ---------------------------------------- | -------------- | ------------------- | --------------------- | ------------------------------- |
| Алеко Константиново | 2099                | 15,864                | Аджиларе, Светогорци, Алеко Константинов | Мокрище        | 1677                | 7,562                 | Ямурчово                        |
| Априлци             | 419                 | 16,567                | Абдуларе                                 | Овчеполци      | 854                 | 30,391                | Ферезлии                        |
| Братаница           | 1608                | 10,206                | Кьосе Муратово                           | Огняново       | 1966                | 19,502                | Саладиново, Марица              |
| Величково           | 857                 | 25,969                | Згарлии                                  | Пазарджик      | 55716               | 37,382                | Татар Пазарджик                 |
| Гелеменово          | 647                 | 15,754                |                                          | Паталеница     | 1124                | 39,215                |                                 |
| Главиница           | 1909                | 10,202                | Башикърово                               | Пищигово       | 935                 | 30,168                |                                 |
| Говедаре            | 1650                | 14,798                |                                          | Росен          | 401                 | 20,867                | Балдево                         |
| Дебръщица           | 801                 | 26,693                |                                          | Сарая          | 1016                | 12,618                |                                 |
| Добровница          | 1415                | 16,318                | Карезлии                                 | Сбор           | 213                 | 27,757                | Джумая                          |
| Драгор              | 1137                | 6,360                 | Меликадъново                             | Синитово       | 1802                | 24,286                |                                 |
| Звъничево           | 1595                | 12,319                | Чангарлии                                | Тополи дол     | 237                 | 12,947                | Кавак дере                      |
| Ивайло              | 2071                | 14,078                | Кула касаплии                            | Хаджиево       | 850                 | 12,677                |                                 |
| Крали Марко         | 162                 | 6,981                 | Муссиево                                 | Цар Асен       | 249                 | 15,549                | Караплии                        |
| Ляхово              | 339                 | 6,771                 |                                          | Црънча         | 938                 | 29,271                |                                 |
| Мало Конаре         | 3031                | 52,214                | Доганово Конаре                          | Черногорово    | 1804                | 47,067                |                                 |
| Мирянци             | 557                 | 5,418                 | Мюселиме                                 | Юнаците        | 1289                | 12,941                | Хаджилии                        |
|                     |                     |                       |                                          | ОБЩО           | 91368               | 636,722               | няма населени места без землища |

## Административно-териториални промени
- през 1887 г. – заличено е с. Дениз беглии и е присъединено като квартал на с. Гелеменово без административен акт;
- през 1888 г. – заличено е с. Алифаково без административен акт поради изселване;
- през 1898 г. – заличено е с. Симитли без административен акт поради изселване;
- през 1900 г. – преименуван е гр. Татар Пазарджик на гр. Пазарджик без административен акт;
- Указ № 216/обн. 30.07.1905 г. – заличава м. Кочагово поради изселване;
- МЗ № 2820/обн. 14.08.1934 г. – възстановява м. Кочагово като отделно населено място след презаселване и я преименува на м. Алеково;

– преименува с. Абдуларе на с. Априлци;
– преименува с. Кьосе Муратово на с. Братаница;
– преименува с. Згарлии на с. Величково;
– преименува с. Башикърово на с. Главиница;
– преименува с. Карезлии на с. Добровница;
– преименува с. Меликадъново на с. Драгор;
– преименува с. Чангарлии на с. Звъничево;
– преименува с. Кула касаплии на с. Ивайло;
– преименува с. Муссиево на с. Крали Марко;
– преименува с. Доганово Конаре (Куру кьой, Конаре) на с. Мало Конаре;
– преименува с. Мюселиме на с. Мирянци;
– преименува с. Ямурчово на с. Мокрище;
– преименува с. Ферезлии на с. Овчеполци;
– преименува с. Балдево на с. Росен;
– преименува с. Джумая на с. Сбор;
– преименува с. Аджиларе (Аладжилар) на с. Светогорци;
– преименува с. Кавак дере на с. Тополи дол;
– преименува с. Караплии на с. Цар Асен;
– преименува с. Хаджилии на с. Юнаците;
- МЗ № 667/обн. 13.09.1937 г. – преименува с. Светогорци на с. Алеко Константинов;

– преименува м. Алеково на м. Стария извор;
- МЗ № 1689/обн. 27.09.1937 г. – преименува с. Саладиново на с. Марица;
- Указ № 949/обн. 08.12.1949 г. – преименува с. Марица на с. Огняново;
- Указ № 317/обн. 13.12.1955 г. – заличава с. Баткун и го присъединява като квартал на с. Паталеница;
- Указ № 960/обн. 4 януари 1966 г. – осъвременява името на с. Алеко Константинов на с. Алеко Константиново;
- Указ № 1521/обн. 24.10.1975 г. – заличава м. Стария извор и я присъединява като квартал на с. Алеко Константиново;
- Указ № 2932/обн. 30.09.1983 г. – отделя селата Динката и Щърково и техните землища от община Пазарджик и ги включва в новосъздадената със същия указ Община Лесичово;
- Указ № 3005/обн. 09.10.1987 г. – закрива община Черногорово и присъединява включените в състава ѝ населени места към община Пазарджик.

## Транспорт
През територията на общината преминават два участъка от железопътната мрежа на България:
- от запад на изток, по долината на река Марица, на протежение от 20 km преминава участък от трасето на жп линията София – Пловдив – Свиленград;
- в крайната североизточна част, покрай селата Тополи дол и Овчеполци, на протежение от 12,8 km преминава участък от трасето на жп линията Пловдив – Панагюрище.

През общината преминават изцяло или частично 11 пътя от Републиканската пътна мрежа на България с обща дължина 156,2 km:
- участък от 19,7 km от автомагистрала Тракия (от km 86,6 до km 106,3);
- участък от 25,6 km от Републикански път I-8 (от km 183,3 до km 208,9);
- участък от 27,5 km от Републикански път II-37 (от km 112,7 до km 140,2);
- началният участък от 6,1 km от Републикански път II-84 (от km 0 до km 6,1);
- последният участък от 6,7 km от Републикански път III-803 (от km 48 до km 54,7);
- целият участък от 9,8 km от Републикански път III-3703;
- началният участък от 10,9 km от Републикански път III-3704 (от km 0 до km 10,9);
- началният участък от 13,2 km от Републикански път III-3706 (от km 0 до km 13,2);
- последният участък от 5,4 km от Републикански път III-6062 (от km 17,7 до km 23,1);
- началният участък от 22 km от Републикански път III-8003 (от km 0 до km 22,0);
- началният участък от 9,3 km от Републикански път III-8004 (от km 0 до km 9,3).

## Топографска карта
- Лист от карта K-35-49. Мащаб: 1 : 100 000.
- Лист от карта K-35-61. Мащаб: 1 : 100 000.